# Rawson Marshall Thurber
Rawson Marshall Thurber (* 9. února 1975, San Francisco) je americký režisér, scenárista a herec.

## Raný život
Thurber se narodil v San Francisku v Kalifornii, jeho otcem je advokát Marshall Thurber.
V roce 1997 vystudoval Union College (Schenectady, New York), kde byl členem bratrstva Delta Upsilon a dva roky hrál wide receivera ve fotbalovém týmu. Je také absolventem Peter Stark Producing Programu na Univerzitě Jižní Kalifornie.

## Kariéra
Thurber pracoval jako asistent scenáristy Johna Augusta, počínaje televizním pořadem D.C. V roce 2002 napsal a režíroval původní reklamu Terry Tate: Office Linebacker pro společnost Reebok.
V roce 2004 napsal a režíroval úspěšný komediální film Vybíjená.
V roce 2008 napsal a režíroval filmovou adaptaci románu Michaela Chabona Záhady Pittsburghu.
V roce 2013 režíroval hit Millerovi na tripu v hlavních rolích s Jasonem Sudeikisem a Jennifer Aniston. V červnu 2014 se hovořilo o tom, že nahradí Edgara Wrighta při režírování marvelovského Ant-Mana, ale později tuto nabídku odmítl.
V roce 2016 napsal a režíroval akční komedii Centrální inteligence s Dwayne Johnsonem a Kevinem Hartem.
V roce 2018 napsal a režíroval akční film Mrakodrap společnosti Legendary Pictures, který vydala společnost Universal. Dále napsal a režíroval akční komedii Red Notice (2021), která měla rozpočet 150 milionů dolarů. V tomto filmu si zahráli Ryan Reynolds, Gal Gadot a Dwayne Johnson. S Dwayne Johnsonem spolupracoval již potřetí. Film byl vydán společností Netflix.
V roce 2021 společnost Ubisoft oznámila, že Thurber bude režírovat filmovou adaptaci herní série The Division v hlavních rolích s Jakem Gyllenhaalem a Jessicou Chastain. Film byl vydán na Netflixu.
V roce 2023 bylo oznámeno, že bude režírovat film Red Notice 2, který má vyjít v roce 2025. Jedná se o pokračování filmu Red Notice. Současně s Red Notice 2 byl oznámen i třetí díl Red Notice 3.

## Filmografie

### Film
- The Band (1999)
- Vybíjená (2004)
- Záhady Pittsburghu (2008)
- Millerovi na tripu (2013)
- Centrální inteligence (2016)
- Mrakodrap (2018)
- Red Notice (2021)
- The Division (2025)
- Red Notice 2 (2025)

### Televize
- Ryan Hansen Solves Crimes on Television (2017)